# Cosroe I
Cosroe I di Persia, ovvero Cosroe I Anoshakrawān (in pahlavi 𐭧𐭥𐭮𐭫𐭥𐭣𐭩; in persiano  انوشگ‌روان‎) o Anoshirvān (in persiano انوشیروان‎), ossia anima immortale (Ardestan, 501 circa – Ctesifonte, 579), è stato un sovrano persiano.
Figlio e successore di Kavad I (regnante dal 488 al 496 e dal 498/499-531), è forse il più noto dei re della dinastia sasanide, rimasto al potere dal 531 al 579.
Ereditando un impero che versava in ottime condizioni dopo la guerra iberica combattuta con i bizantini, Cosroe I strinse un trattato di pace con la controparte nel 532, la cosiddetta pace eterna, ai sensi della quale l'imperatore bizantino Giustiniano I pagò 11 000 libbre d'oro ai Sasanidi. Cosroe si concentrò dunque sul consolidamento della sua autorità giustiziando i cospiratori, incluso il suo influente zio Bawi. Insoddisfatto delle azioni dei clienti e vassalli bizantini, i Ghassanidi, e fattosi convincere dagli inviati Ostrogoti giunti dall'Italia che gli riferivano di come Giustiniano fosse esclusivamente concentrato sulla sua campagna militare in Occidente, Cosroe violò il trattato di pace e dichiarò guerra a Costantinopoli nel 540. Durante la sua offensiva, riuscì a saccheggiare la città di Antiochia, raggiunse le coste del Mar Mediterraneo con la conquista di Seleucia di Pieria e organizzò delle corse dei carri a Apamea dove si unì alla Squadra Blu, che era sostenuta da Giustiniano, ma perse contro i Verdi rivali. Nel 541 invase la moderna Abcasia e la rese un protettorato persiano, dando così inizio alla guerra lazica. Nel 545, i due imperi decisero di fermare le guerre in Mesopotamia e Siria, mentre invece le ostilità in Lazica proseguirono. Nel 557 fu stipulata una tregua e nel 562 un trattato di pace cinquantennale.
Nel 572, Giustino II, successore di Giustiniano, infranse l'intesa di pace e scatenò la lunga guerra romano-persiana del 572-591 quando inviò una forza bizantina nella regione sasanide dell'Arzanene. L'anno successivo, Cosroe assediò ed espugnò l'importante città-fortezza bizantina di Dara, una dura perdita per Giustino II. I conflitti che tennero impegnato Cosroe non interessarono solo il fronte occidentale. A est, avendo stretto una fruttuosa alleanza con i Göktürk, riuscì a causare la caduta dell'impero eftalita, una potenza che aveva ottenuto varie vittorie a scapito dei Sasanidi nel V secolo, tanto da essere riusciti ad uccidere il nonno di Cosroe, Peroz I. A sud, le forze persiane guidate da Vahrez sconfissero gli Axumiti e conquistarono lo Yemen.
Cosroe I era noto per la sua grande attenzione verso la letteratura, la filosofia e il sapere in generale. Da un punto di vista culturale, sotto il suo regno l'arte e la scienza raggiunsero il periodo massimo di prosperità in tutto l'arco temporale di esistenza dell'impero sasanide. Durante il suo mandato, portò avanti il progetto di suo padre di realizzare importanti riforme sociali, militari ed economiche, promuovere il benessere sociale, aumentare le entrate statali, istituire un esercito ben addestrato e fondare o ricostruire molte città, palazzi e molte infrastrutture, tra cui pointi, canali e dighe. Per via della sua grandissima fama postuma, il suo nome divenne, allo stesso modo di quello di Cesare nella storia di Roma, una designazione di cui si fregiarono vari monarchi sasanidi di epoca successiva. Grazie ai suoi successi, alcuni lo hanno ritenuto uno dei re «più efficienti e più competenti che i persiani avessero mai avuto». Al momento della morte del sovrano, superando il primato precedentemente detenuto da Sapore II, l'impero sasanide di Cosroe aveva raggiunto la sua massima estensione, sviluppandosi dallo Yemen a ovest fino alle rive del fiume Oxus a est. Quando Cosroe perì, gli successe al trono suo figlio Ormisda IV.

## Nome e titolatura
Gli studiosi impiegano tradizionalmente la versione in persiano moderno del nome del sovrano, ovvero "Cosroe", mentre la versione originale in pahlavi era Husraw, a sua volta derivante dall'avestico Haosrauuah ("colui che gode di buona fama"). Il nome è traslitterato in greco nella versione Chosroes (Χοσρόης) e in arabo come Kisra. Oltre che con il suo nome di persona, talvolta viene indicato nelle fonti con l'epiteto Anushirvan ("l'anima immortale"), ovvero la traduzione in persiano moderno dal pahlavi anūšag-ruwān. Tra le altre varianti del nome si segnalano Anoshirvan, Anushiravan e Nowshīrvān. Un altro epiteto con cui Cosroe era conosciuto era Dadgar ("dispensatore di giustizia").

## Fonti e storiografia
Molte fonti relative a Cosroe risalgono all'era islamica, tra cui la Storia dei profeti e dei re di Ṭabarī, scritta in arabo, e lo Shāh-Nāmeh ("Il libro dei re"), l'epopea persiana medievale di Firdusi (morto nel 1020). Entrambi i testi forniscono molte informazioni sulle riforme di Cosroe e si desume che entrambe riferissero le informazioni contenute nel testo di storia in medio persiano intitolato Khwadāy-Nāmag ("Libro dei Signori"). Altre opere relative al sovrano sono state realizzate senza ispirarsi a testi diversi, come nel caso del Sirat Anushirwan, il quale era forse un'autobiografia realizzata dallo stesso Cosroe, ed è sopravvissuta perché copiata nell'opera dello storico persiano basso-medievale Miskawayh (932-1030). Cosroe è altresì menzionato in diverse fonti greche, come quelle di Procopio di Cesarea, Agazia e Menandro Protettore, che forniscono tutte importanti notizie sugli atteggiamenti e le tattiche intraprese da Cosroe durante le guerre romano-persiane. Anche alcuni autori siriaci come Giovanni da Efeso e Zaccaria Scolastico includono Cosroe nei propri lavori, offrendo una percezione delle conseguenze che le sue spedizioni causarono sulla popolazione che viveva al confine romano.

## Biografia

### Primi anni

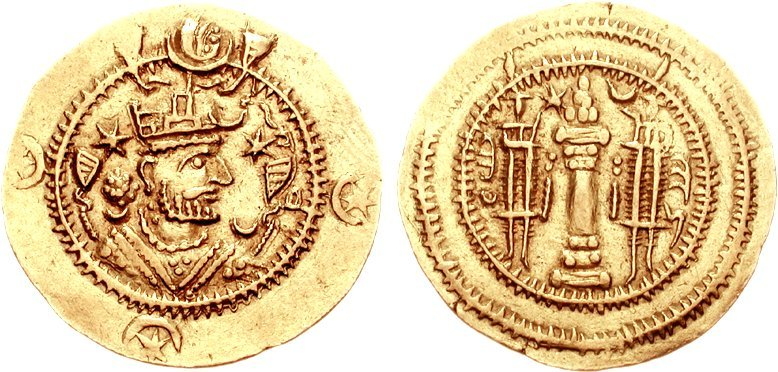
Dinaro d'oro di Kavad I

Cosroe I nacque probabilmente tra il 512 e il 514 ad Ardestan, una città situata nella provincia di Spahan e nell'odierno Iran centrale. La città risaliva al periodo achemenide, ospitava un tempio del fuoco e stava vivendo una fase di prosperità. Secondo la leggenda, fu fondata dal mitologico re kayanide Kay Bahman, da cui i Sasanidi rivendicavano la loro discendenza. Cosroe era il figlio più giovane di Kavad I, lo scià sasanide in carica. Sua madre era una principessa del casato di Ispahbudhan e sorella del principale generale persiano Bawi. Gli Ispahbudhan erano uno dei sette grandi casati partici, le principali discendenze aristocratiche dello Stato, ed esse esercitavano una certa ingerenza nella politica dell'impero sasanide. In particolare godevano di uno status così elevato da essere riconosciuti come «parenti e alleati dei sasanidi». La famiglia rivestiva inoltre la prestigiosa carica di spahbod dell'Occidente, ovvero delle regioni sud-occidentali dell'impero sasanide (la Corasmia).
Seguendo la tradizione delle famiglie aristocratiche o dell'alta borghesia, a Cosroe fu assegnato un maestro (frahangestān) tra i cinque e i sette anni. Grazie a lui imparò a scrivere e apprese a memoria gli inni zorostriani yasht, Hadokht, Bayān Yasn e Vendidad, allo stesso modo di chi all'epoca seguiva un percorso di formazione per diventare sacerdote (herbed). Inoltre, studiò la traduzione medio persiana dell'Avestā, lo Zend. Successivamente, imparò come cavalcare, come tirare con l'arco, le regole del polo (chovgan) e le fondamenta del sapere militare.

### Trattative con Costantinopoli sull'adozione di Cosroe

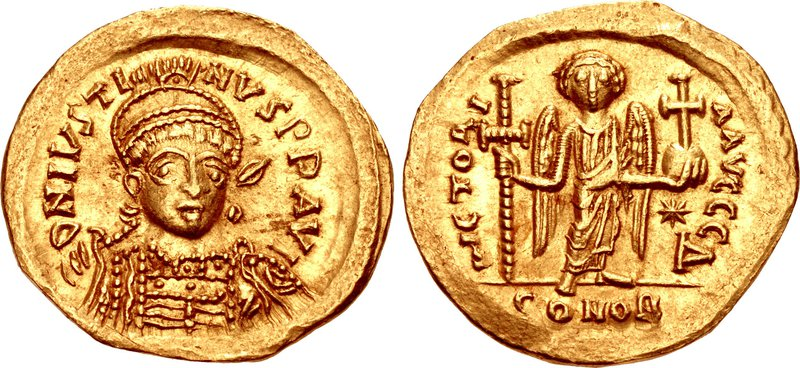
Solido dell'imperatore bizantino Giustino I

Nel 520 circa, Kavad, per assicurarsi la successione di Cosroe, la cui posizione era minacciata dai fratelli rivali e dalla setta dei mazdakiti, propose all'imperatore Giustino I di adottarlo. Quest'ipotesi fu inizialmente accolta con entusiasmo dall'imperatore bizantino e da suo nipote, Giustiniano, ma il quaestor sacri palatii di Giustino, Proclo, si oppose alla mossa, forse perché preoccupato dalla prospettiva che in futuro Cosroe avrebbe tentato di impossessarsi o avanzato delle pretese sul trono bizantino. Costantinopoli avanzò a sua volta una controproposta per adottare Cosroe non come un romano, ma come un barbaro. Alla fine, i negoziati terminarono con un nulla di fatto e la proposta si arenò. Secondo quanto riferito dalle fonti, Cosroe si sentì insultato dai bizantini e il suo atteggiamento si deteriorò nei loro confronti.
Mahbod, che insieme a Seose (Siyawush in fonti persiane) aveva agito come diplomatico nei negoziati, accusò quest'ultimo di sabotare di proposito le trattative. Ben presto ulteriori accuse furono mosse nei confronti di Seose, ritenuto dedito al culto di falsi idoli e reo di aver sepolto il corpo della moglie morta, una pratica vietata dalle leggi persiane. Per questo motivo, gli studiosi hanno ritenuto Seose molto probabilmente un seguace del mazdakismo, la setta religiosa che Kavad aveva in passato sostenuto per propugnare le sue riforme politiche ma a cui in seguito aveva voltato le spalle. Sebbene Seose fosse un caro amico di Kavad e lo avesse aiutato a fuggire dalla prigione, quest'ultimo non cercò di impedirne l'esecuzione, forse allo scopo di limitare l'immensa autorità di cui godeva Seose come capo dell'esercito sasanide, un incarico che aveva attirato la gelosia di agli altri nobili. In virtù, di queste premesse, si decise di giustiziare Seose e di abolire la carica che ricopriva. Nonostante il fallimento dei negoziati, fu solo nel 530 che scoppiò una guerra su vasta scala sulla principale frontiera orientale. Negli anni successivi, le due parti preferirono compiere incursioni per procura, incaricando gli Arabi alleati nel sud e gli Unni nel nord.

### Persecuzione di Mazdak e dei suoi seguaci

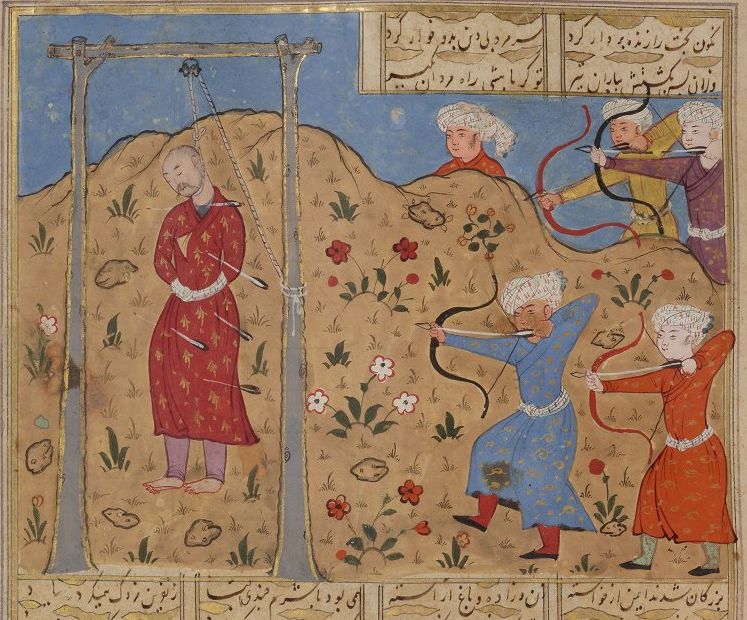
Illustrazione tratta dallo Shāh-Nāmeh che mostra la morte di Mazdak

Mazdak era il nome del rappresentante principale movimento religioso e filosofico chiamato mazdakismo. Il pensiero non si sviluppava soltanto in insegnamenti teologici, ma affermava anche che fossero opportuni dei cambiamenti da realizzare tramite riforme politiche e sociali che avrebbero avuto un impatto sulla nobiltà e sul clero. Il movimento madzakita si dichiarava contrario alla violenza e chiedeva la condivisione di ricchezza, donne e proprietà, tanto che non a caso vari storici hanno considerato tale dottrina alla stregua di una sorta di forma arcaica di comunismo. Secondo gli studiosi moderni Touraj Daryaee e Matthew Canepa, l'ipotesi di condividere le donne era molto probabilmente una voluta esagerazione compiuta da Madzak e un proclama finalizzato a sottolineare la necessità di allentare le stringenti regole alla base del matrimonio per aiutare le classi inferiori. Le potenti dinastie secolari intravedevano in questo concetto un ideale che avrebbe minato il proprio lignaggio e i propri diritti, che molto probabilmente era proprio l'obiettivo perseguito dal sacerdote. Kavad sfruttò la dottrina di Mazdak come uno strumento politico finalizzato a frenare il potere della nobiltà e del clero. Poiché la nobiltà e il clero videro la propria posizione indebolirsi, Kavad fu in grado di compiere le riforme che intendeva attuare con minore difficoltà. Una volta promulgate, il sovrano non aveva più la necessità di parteggiare per Mazdak negli anni 520, ragion per cui abbandonò il suo sostegno ai seguaci del filosofo. A tal fine, il sovrano convocò una sorta di concilio durante il quale non solo il clero zoroastriano, ma anche esponenti cristiani ed ebrei condannarono ufficialmente Mazdak e chi lo idolatrava.
Secondo lo Shāh-Nāmeh ("Il libro dei re"), scritto diversi secoli dopo dal poeta persiano medievale Firdusi, Kavad fece inviare Mazdak e i suoi principali collaboratori da Cosroe. Questi ultimi furono uccisi in un frutteto recintato, sepolti a testa in giù con i soli piedi visibili. Cosroe convocò quindi Mazdak a guardare il suo giardino, dicendo: «Lì troverai alberi che nessuno ha mai visto e di cui nessuno ha mai sentito parlare, nemmeno dalla bocca degli antichi saggi». Mazdak, vedendo i cadaveri dei suoi seguaci, urlò a squarciagola e svenne. In seguito, fu giustiziato da Cosroe, che lo costrinse a stare con i piedi su una forca per non morire impiccato subito mentre i suoi uomini, sotto la minaccia del re, gli scagliavano delle frecce. L'attendibilità della storia è incerta; Firdusi si basò sui resoconti di eventi molto antichi per scrivere lo Shāh-Nāmeh più o meno nell'anno 1000, ragion per cui potrebbe trattarsi di una qualche leggenda o racconto tramandato oralmente ai tempi in cui visse l'autore.

### Regno

#### Ascesa e consolidamento del potere

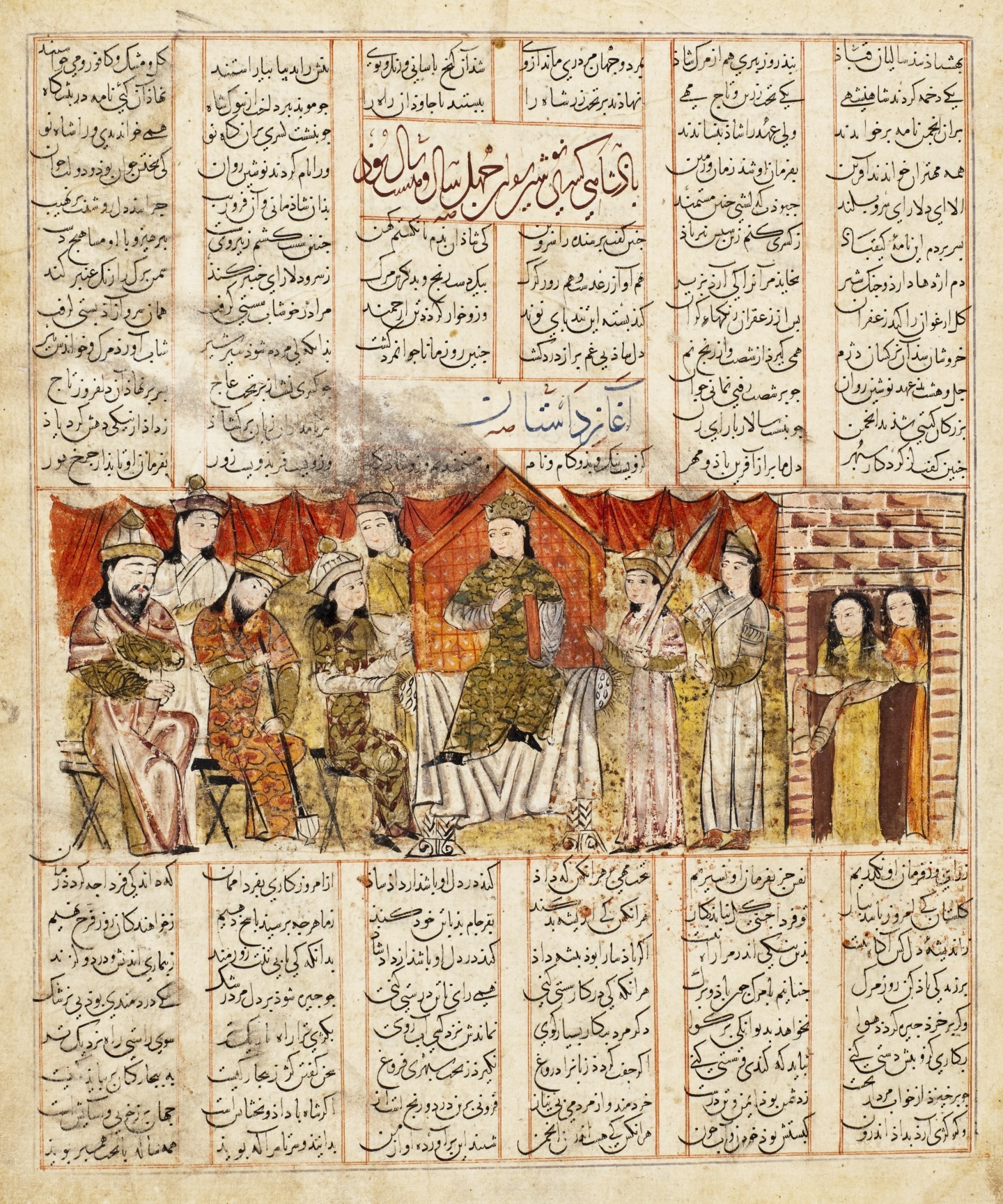
Illustrazione del XIV secolo tratta dallo Shāh-Nāmeh di Cosroe I seduto sul suo trono

Nel 531, mentre l'esercito persiano era impegnato nell'assedio di Martiropoli, Kavad contrasse una malattia incurabile e morì. Cosroe gli succedette nel settembre del 531, ma a causa della sua vacillante posizione al trono, si dichiarò pronto a far pace con i romei, che sotto l'imperatore Giustiniano I (regnante dal 527 al 565) erano anch'essi probabilmente più concentrati sulla riconquista dei territori dell'impero romano d'Occidente piuttosto che nei conflitti a Oriente. I delegati bizantini Rufino, Ermogene, Alessandro e Tommaso scorsero in Cosroe una figura più conciliante rispetto al padre e presto siglarono un accordo. Stando a quanto sancito da quest'ultimo, Giustiniano avrebbe pagato 110 centenaria (11 000 libbre) d'oro, destinati alla difesa dei passi del Caucaso contro i barbari che vivevano oltre di cui si sarebbero occupati i sasanidi; inoltre, la sede governativa del dux Mesopotamiae sarebbe stata trasferita dalla fortezza di Dara alla città di Constantina, nei pressi di Edessa. I due capi di Stato si riconobbero ancora una volta di autorità pari (nei secoli precedenti Costantinopoli avevano rifiutato di farlo) e concordarono un patto di assistenza reciproca dai contorni non ben definiti. Cosroe inizialmente si rifiutò di restituire il possesso di due roccaforti situate in Lazica, chiedendo al contempo la restituzione di due presidi conquistati dai bizantini in Armenia. Giustiniano in un primo momento acconsentì, ma presto cambiò idea, causando la rottura dell'accordo. Nell'estate del 532, tuttavia, una nuova delegazione guidata da Ermogene e Rufino riuscì a persuadere Cosroe a uno scambio completo dei forti occupati, nonché a consentire ai ribelli iberici in esilio di rimanere nell'impero bizantino o di tornare sani e salvi alle loro case.
Durante le fasi iniziali del regno di Cosroe, quest'ultimo dovette convivere con la minaccia latente rappresentata da suo fratello maggiore Kawus, il quale esercitò la sua autorità come governatore de facto autonomo della provincia settentrionale di Padishkhwargar. A differenza di Cosroe, egli era un mazdakita (o almeno aveva forti simpatie per i mazdakiti), e quindi godeva del loro sostegno come candidato al trono. In virtù della sua maggiore età, Kawus si propose presto ufficialmente come legittimo erede al trono. Tuttavia, dopo aver ingaggiato battaglia a capo dei suoi seguaci, venne sconfitto dalle forze di Cosroe e portato in catene a Ctesifonte. A quel punto, Cosroe convocò i sacerdoti e sollecitò Kawus a fare ammenda delle sue colpe e ad abiurare il suo legame con i mazdakiti, pena la prigione a vita. Kawus rifiutò e rispose che piuttosto avrebbe preferito morire, circostanza che spinse Cosroe a ordinarne l'esecuzione. A quanto si dice, Cosroe avrebbe «imprecato contro il destino» per «averlo costretto a uccidere un fratello come Kawus».
Un altro pericolo per la sicurezza di Cosroe era rappresentato dal suo ingombrante zio Bawi, che assieme ad altri membri dell'aristocrazia persiana fu coinvolto in un complotto volto a rovesciare il sovrano sasanide e a nominare Kavad, figlio del fratello di Cosroe, Jamasp, lo scià dell'impero. Dopo aver appreso del complotto, Cosroe giustiziò tutti i suoi fratelli e la loro progenie, insieme a Bawi e agli altri aristocratici coinvolti. Cosroe ordinò anche l'uccisione di Kavad, al tempo ancora un bambino, che si trovava lontano dalla corte, in quanto era stato affidato ad Adergudunbade, un influente nobile. Malgrado avesse comandato di uccidere Kavad, Adergudunbade disobbedì e lo allevò segretamente, finché non fu tradito e tale notizia venne a conoscenza dello scià nel 541 grazie a suo figlio, Bahram. Cosroe fece giustiziare il trasgressore, ma Kavad, o qualcuno che si spacciava per lui, riuscì a trovare rifugio nell'impero bizantino.

#### Politica interna

##### Fiscale
Le riforme fiscali di Cosroe, già invero avviate da Kavad I, rafforzarono notevolmente il peso della corte reale. Prima dei regni di Cosroe e Kavad, la maggior parte delle terre era di proprietà dei sette grandi casati partici, i Suren, i Waraz, i Karen, gli Ispahbudhan, gli Spandiyadh, i Mehrān e gli Zik. Questi grandi proprietari terrieri godevano di esenzioni fiscali dall'impero sasanide e vantavano il diritto di riscuotere delle tasse nelle aree sottoposte alla propria gestione.
Con la diffusione della rivoluzione mazdakita, ebbe luogo una grande rivolta di contadini e cittadini dei ceti umili che si impossessarono di vaste porzioni di terra in porzioni uguali. Di conseguenza, si verificò un'enorme confusione sul possesso e sulla proprietà degli appezzamenti. Cosroe incaricò i suoi funzionari di esaminare indiscriminatamente ogni terra all'interno dell'impero e iniziò a tassarla nell'ambito di un unico programma. Le entrate fiscali che in precedenza andavano alla famiglia nobile locale passarono a quel punto in capo al tesoro della corona. La tassa fissa che Cosroe attuò generò un numero di entrate più stabili per il tesoro.
Poiché l'imposta non variava a seconda di quanto posseduto, il tesoro poteva facilmente stimare le entrate dell'anno. Prima delle riforme fiscali di Cosroe, l'importo delle tasse si calcolava in maniera proporzionale rispetto al raccolto totale. Il nuovo sistema stimava la quota da versare in base ai diritti sull'acqua relativi a ogni porzione di terreno. Le aree in cui si coltivavano palme da datteri e ulivi utilizzavano un metodo di tassazione leggermente diverso in base alla quantità di alberi da produzione coltivati. Le innovazioni apportate dal sovrano in questo settore funsero da trampolino di lancio per quelle successivamente introdotte in ambito burocratico e militare.

##### Amministrativa

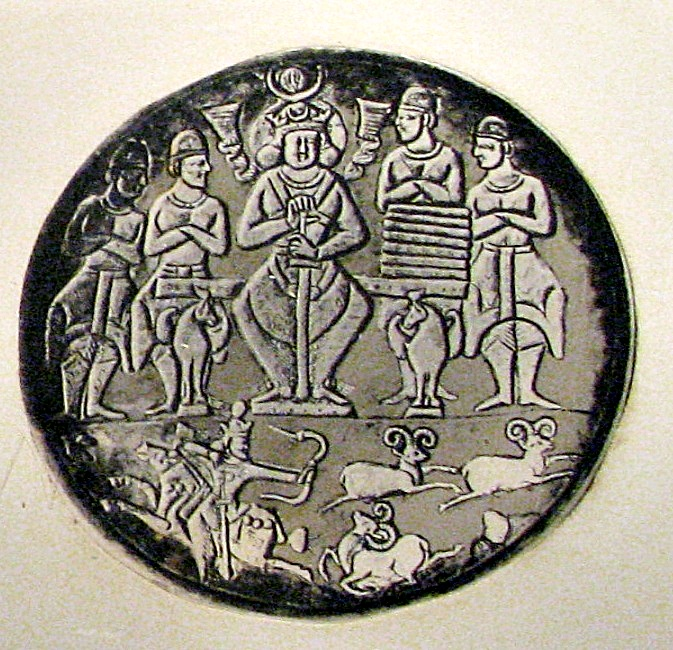
Cosroe I sul trono

Dopo la sua ascesa al trono, Cosroe tentò di non far ricadere il potere alla nobiltà feudale o ai magi, ma centralizzò il suo governo. La principale novità in campo burocratico realizzata da Cosroe passò per la costituzione di un nuovo ceto sociale. In passato, l'impero sasanide era costituito da sole tre classi, ovvero i magi, i nobili e i contadini/gente comune. Cosroe aggiunse una nuova categoria a gerarchia tra nobili e contadini, quella dei dehqan. Questi ultimi erano piccoli proprietari terrieri dell'impero sasanide ed erano considerati una sorta di bassa nobiltà.
Il sovrano promosse il cursus honorum di funzionari governativi che si distinguessero per onestà e fedeltà, a prescindere dal rango sociale di appartenenza. I piccoli dehqan erano favoriti rispetto agli alti nobili, in quanto tendevano a essere più affidabili e garantivano la propria lealtà allo scià al fine di preservare la loro carica nella burocrazia. L'ascesa del neonato ceto divenne la spina dorsale dell'impero, considerando che esso deteneva la maggior parte delle terre e delle posizioni nell'amministrazione locale e provinciale.
La riduzione del potere delle grandi famiglie migliorò la condizione dell'impero, in virtù del fatto che, in precedenza, ogni grande discendenza governava considerevoli appezzamenti terrieri e ricopriva la carica di re nelle varie province. Il termine shahanshah, che significa re dei re, derivava dal fatto che vi erano molti sovrani feudali nella Persia sasanide, i quali vedevano nel sovrano di Ctesifonte il monarca supremo. La caduta di questo sistema favorì la centralizzazione dello Stato e, inoltre, gli introiti derivanti dalle tasse passarono al governo centrale piuttosto che alla nobiltà locale.

##### Militare

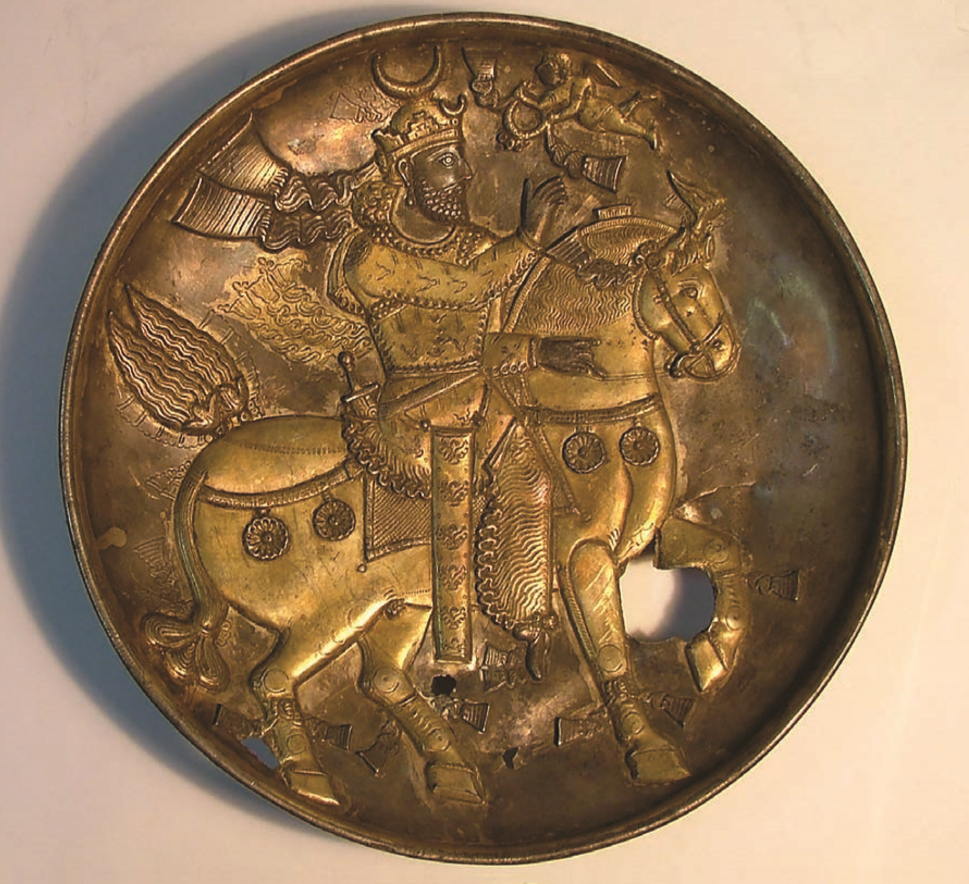
Piatto che ritrae Cosroe I con un'armatura a cavallo

Le modifiche apportate all'esercito resero le forze armate persiane in grado di resistere a combattimenti prolungati, impegnarsi su più fronti e dispiegarsi più velocemente. Prima del regno di Cosroe, proprio come altri ambiti, l'esercito dipendeva dai feudatari dai grandi casati aristocratici per fornire soldati e cavalleria. Ognuna di queste famiglie aristocratiche aveva il compito di fornire un proprio esercito ed equipaggiamento quando lo shahanshah lo richiedeva. Questo sistema fu sostituito quando emerse il ceto dei deghan, i cui membri erano pagati ed equipaggiati dal governo centrale.
La forza principale dell'esercito sasanide era rappresentato dalla cavalleria degli aswaran. In precedenza solo i nobili potevano aspirare a questo rango; tale status elitario era limitato a poche persone e rendeva basso il numero di soldati ben addestrati. Una volta che la classe dei dehqan fu considerata parte della nobiltà, essa fu in grado di unirsi al gruppo della cavalleria e aumentò notevolmente il numero di membri della cavalleria. La riforma militare si concentrò maggiormente sull'organizzazione e sull'addestramento delle truppe. La cavalleria ricopriva ancora un peso preponderante nell'esercito persiano, con gli arcieri a piedi che avevano un'importanza secondaria e i contingenti composti dalla gente comune che aveva un rilievo ancora minore.
Cosroe creò quattro distretti militari capeggiati da uno spahbod o generale, responsabile di ogni distretto. Prima delle riforme del sovrano, il generale sasanide (eran-spahbed) comandava le forze armate dell'intero impero. Le quattro zone erano la Mesopotamia a ovest, la regione del Caucaso a nord, il Golfo Persico nella regione centrale e sud-occidentale e l'Asia centrale a est. Questa nuova quadripartizione dell'impero non solo creò un sistema militare più efficiente, ma rese pure più agevole l'amministrazione «di un impero vasto, multiculturale e multietnico».

###### Dotazione dell'esercito
Durante il mandato di Cosroe, fu redatto un «elenco» per l'equipaggiamento per la cavalleria (aswaran). Questa lista comprendeva un elmo, una gorgiera, una cotta di maglia, un'armatura lamellare, delle protezioni per le gambe, guanti, spada, scudo, due archi con corde di riserva, trenta frecce, l'ascia o la mazza e l'armatura per cavallo.
Il vademecum appena menzionato relativo ai soldati lascia intuire che i quattro spahbod cavalcavano cavalli pesantemente corazzati durante l'inizio del VI secolo, con le tattiche di cavalleria pesante che avevano ancora una propria rilevanza. È molto probabile che la staffa fosse stata introdotta nella cavalleria sasanide due secoli prima delle riforme di Cosroe. La presenza delle staffe si deduce anche sulla base di un bassorilievo coevo realizzato a Taq-e Bostan.

##### Religiosa

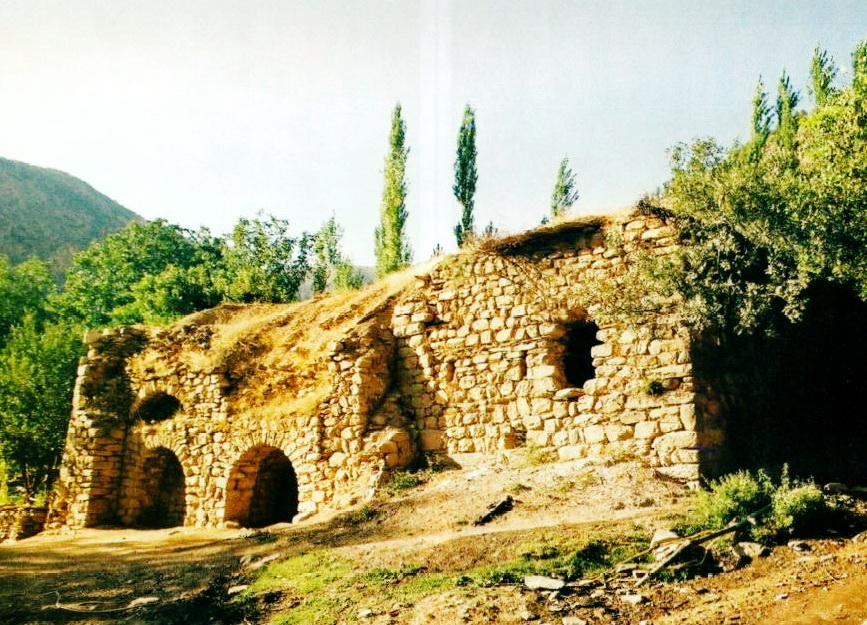
I resti di una chiesa nestoriana del VI secolo a Geramon, nei pressi di Uludere

Cosroe, come ogni altro sovrano sasanide, abbracciava lo zoroastrismo. Dal V secolo, i monarchi sasanidi erano consapevoli dell'importanza delle minoranze religiose presenti nel regno e, di conseguenza, cercarono di omogeneizzarle in una struttura amministrativa in cui, secondo i principi giuridici, tutti sarebbero stati trattati direttamente come mard / zan ī šahr, cioè "uomo/donna cittadina (dell'impero)". Gli ebrei e in particolare i cristiani avevano accettato il concetto di Persia e si consideravano parte del Paese. Al tempo di Cosroe, il principale esponente della Chiesa d'Oriente aveva il titolo di "Catholicos dell'Iran" (Ērān Cathollicos).
I monarchi sasanidi perseguitavano le altre religioni solo quando era nel proprio interesse politico farlo. Questa considerazione vale anche per Cosroe, il quale, nelle parole di Eberhard Sauer, dovette «camminare su un filo sottile». Cosroe stesso strumentalizzò considerevolmente la chiesa e si affezionò al suo patriarca, Aba I, che voleva difendersi dai sacerdoti zoroastriani. Tuttavia, Aba fu accusato di collaborare con i bizantini, una grave accusa avanzata in occasione dello scoppio della guerra iniziata nel 540. Di conseguenza, nel 542, il patriarca fu rimosso dal suo incarico, ma venne solo esiliato anziché essere giustiziato.
Cosroe intrattenne inoltre buoni rapporti con Gregorio, il comandante mehranide delle truppe persiane stanziate nel Caucaso, che aveva vistosamente rinnegato lo zoroastrismo di fronte ad altre truppe ammassate a una festa nel 518. Ciò provocò malcontento tra i membri della corte, i quali esercitarono delle pressioni su Cosroe affinché si occupasse di un apostata di una famiglia così potente e influente, affermando che «è un grande disonore per la religione dei Magi che un così grande uomo del lignaggio del casato di Mehrān, da sempre servo di Ahura Mazdā, diventi ora un servo di Cristo». Cosroe fu quindi costretto a togliere la carica che rivestiva e a incarcerare Gregorio, ma i Mehranidi ritennero i provvedimenti adottati da Cosroe insufficienti. Un figlio dello zio paterno di Gregorio, Mihran, chiese al monarca di giustiziare Gregorio per «aver arrecato disonore al nostro lignaggio». Quest'ultimo si trovava in buona posizione per avanzare tale richiesta, in quanto aveva da poco sconfitto gli Eftaliti a est; Gregorio fu infine giustiziato.
Cosroe, tuttavia, trattò duramente e con freddezza i fedeli di qualsiasi credo o pratica contraria all'ortodossia zoroastriana veicolata dai sasanidi. La violazione delle cerimonie e dei principi superava il pericolo rappresentato dall'apostasia, in quanto ritenuti «un male sociale e politico che minava le basi della religione imperiale». Secondo la presunta opera autobiografica di Cosroe, il Sirat Anushirwan, egli fece giustiziare all'istante un gruppo di nobili che praticavano l'eterodossia quando li scoprì. Secondo il testo, il re fece allontanare pure altri aristocratici, presumibilmente dei manichei, dalla Persia. Il timore nasceva dal rischio che proliferassero delle sette che potessero sconvolgere la struttura politica dello Stato sasanide, come accaduto poco prima con la diffusione del mazdakismo.

##### Urbana e difensiva

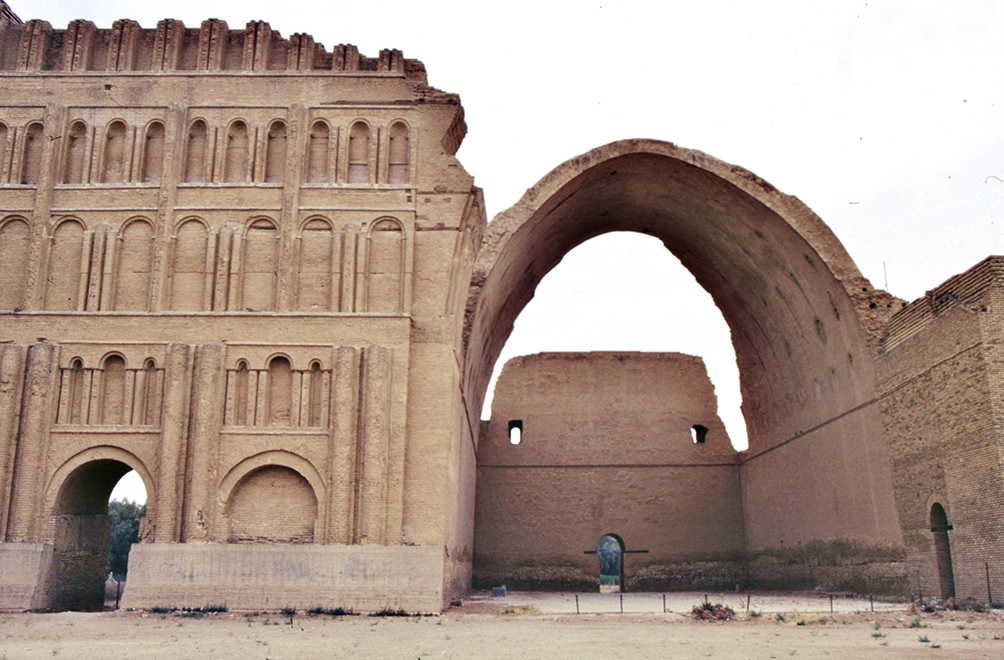
Le rovine di Taq-i Kisra

È noto che Cosroe ordinò la costruzione di molte opere pubbliche durante il suo lungo regno, tra cui ponti, strade, dighe e mura. Per proteggere le frontiere della Persia, Cosroe impose la realizzazione o l'ammodernamento della rete di fortificazioni situate nei margini esterni, seguendo lo stesso principio degli ideatori della Grande muraglia cinese e del Vallo di Adriano nell'Inghilterra settentrionale. Anziché edificare delle difese esclusivamente su un lato dell'impero, egli tentò di irrobustire tutte e quattro le estremità dei suoi domini. Secondo fonti medio persiane, Cosroe I ordinò la costruzione della Grande muraglia di Gorgan, che si sviluppava lungo costa orientale del Mar Caspio e aveva il fine di bloccare le incursioni delle tribù nomadi, tra cui gli Eftaliti. Nel nord-ovest, fece fortificare ulteriormente le mura di Derbent per proteggere l'area dalle incursioni degli Alani, dei Turchi, dei Sarir, dei Cazari e altre tribù settentrionali.
Un'altra linea muraria vide la luce a sud-ovest, la cosiddetta war-i tāzigān ("mura degli arabi"). È possibile che supervisionò inoltre i lavori delle mura di Tammisha, situate a nord-est dell'impero e ai piedi della catena dell'Elburz. Oltre alle strutture di difesa, Cosroe aveva anche creato un sistema di canali su larga scala in Asuristan, noto nelle fonti islamiche come il canale di Nahrawan. Di tutte le sue costruzioni, il suo risultato più memorabile e degno di nota fu il palazzo che aveva realizzato a Ctesifonte, il Taq-i Kisra. Il palazzo, le cui rovine sono visibili ancora oggi, malgrado versino in pessime condizioni, fornisce un'idea di una delle principali opere architettoniche realizzate durante la parentesi sasanide.
Dopo il sacco di Antiochia nel 540, Cosroe edificò una nuova città a un parasanga (4-5 km) di distanza a sud di Ctesifonte per la gente che aveva fatto prigioniera. Si trovava sulla sponda orientale del Tigri ed era ufficialmente chiamata Weh-andīōg-husraw ("La città migliore di Antiochia costruita da Cosroe" o "La migliore Antiochia di Cosroe". Secondo quanto riferito, la città aveva bagni pubblici, un ippodromo e un programma di strada modellato su quello di Antiochia. Alla popolazione cristiana fu concessa la libertà di religione e di sepoltura. La città era conosciuta informalmente come Rumagan ("Città dei Greci"), che in seguito divenne ar-Rumiyya sotto il Califfato. I resti della città sono molto probabilmente situati nella località non scavata ancora oggi nota come Bustan Kisra ("Giardini di Cosroe").

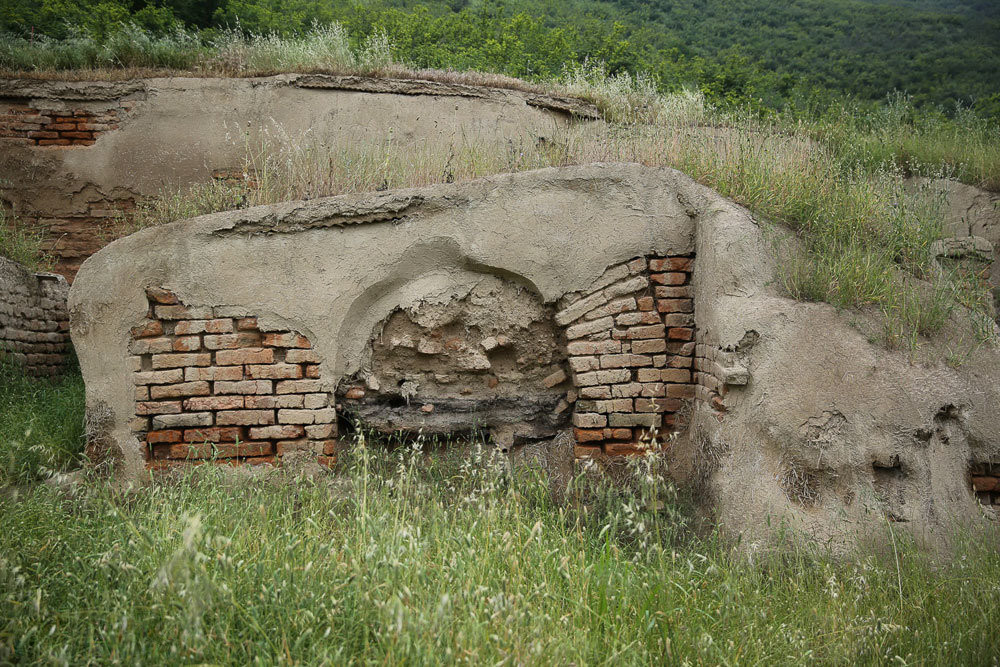
Resti della Grande muraglia di Gorgan
Mappa che illustra l'estensione della Grande muraglia di Gorgan
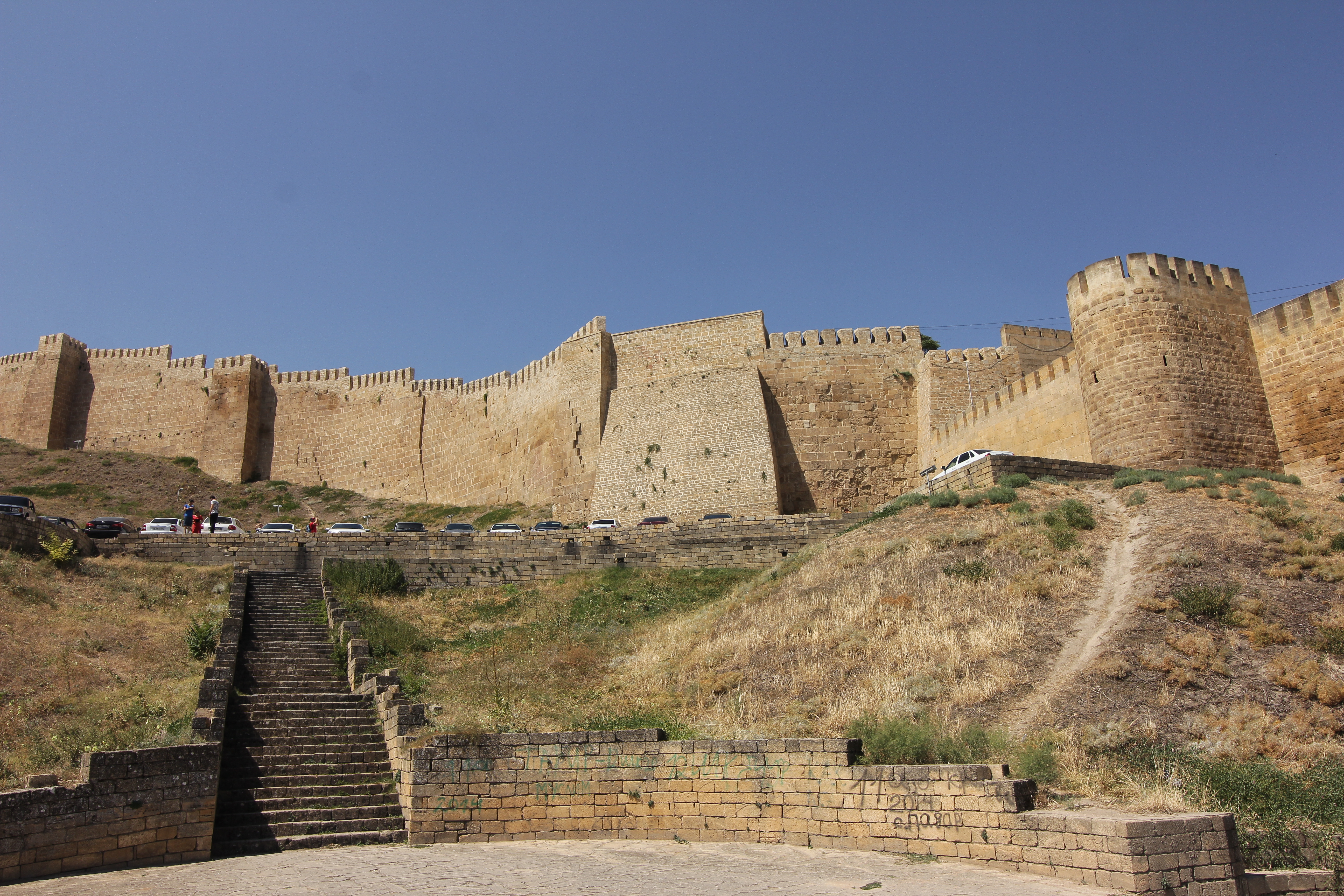
Mura della cittadella di Derbent

### Politica estera

#### Guerra con l'impero bizantino (540-562)

Mappa della frontiera bizantino-sasanide

##### Contesto storico
Nel 539 Cosroe aveva inizialmente tentato di fomentare una guerra con i bizantini cercando di trarre vantaggio da un disaccordo insorto tra i Lakhmidi, clienti sasanidi, e i Ghassanidi, clienti bizantini; entrambi rivendicavano il possesso delle terre a sud di Palmira, vicino alla vecchia Strata Diocletiana. Il suo tentativo fu, tuttavia, sventato quando Costantinopoli riuscì a neutralizzare il rischio di una lotta. Successivamente, Cosroe accusò Giustiniano di aver tentato di corrompere il sovrano lakhmide Al-Mundhir III ibn Imru' al-Qays (r. 503-554) tramite il suo diplomatico Summo, e anche di aver incoraggiato alcuni Unni a compiere delle incursioni in Persia. Il sovrano ghassanide Al-Harith ibn Jabala (r. 528-569) invase i territori di Mundhir e portò via un ricco bottino. Cosroe si lamentò con Giustiniano per questo incidente e chiese che gli fosse restituito quanto indebitamente sottratto, oltre a richiedere un risarcimento per le vittime arabe morte durante l'attacco. La sua richiesta, tuttavia, ricadde nel vuoto. Questo grave episodio, unito al sostegno di un emissario del re ostrogoto Vitige e degli armeni che vivevano in territorio bizantino, insoddisfatti del loro governo, spinse il sovrano sasanide a riprendere la guerra contro Costantinopoli. Le guerre incessanti compiute da Giustiniano in Nord Africa e in Italia ebbero verosimilmente un impatto rilevante sulle successive decisioni di Cosroe. Giustiniano, informato dalle spie degli intenti guerrafondai di Cosroe, cercò di dissuaderlo, ma senza successo.

##### Invasione sasanide della Siria
Nel maggio del 540, Cosroe varcò i confini bizantini; evitando la fortezza di Circesium, si avvicinò invece a Zenobia, dove eseguì un timido tentativo, rivelatosi infruttuoso, di persuadere la fortezza ad arrendersi senza lottare. Poco dopo si recò a Sura, sempre in Siria, e uccise in battaglia il comandante locale Arsace. Demoralizzati dalla morte del loro condottiero, i cittadini mandarono il vescovo locale a trattare con Cosroe. Fingendo di accettare le richieste del chierico, Cosroe approfittò dell'abbassamento delle difese ed espugnò la città, che fu presto saccheggiata. Germano Giustino, cugino di Giustiniano, mandò il vescovo di Berea, Megas, a negoziare con Cosroe, ma ciò non impedì al sovrano sasanide di proseguire la sua campagna. Egli giunse infatti a minacciare anche Ierapoli, con i suoi cittadini che, temendo il peggio, preferirono versare agli stranieri un ricco tributo (910 kg d'argento). Dopo aver ricevuto ulteriori suppliche da Megas, Cosroe accettò di terminare la sua spedizione in cambio di dieci centenaria di metalli preziosi. Mentre Megas tornava da Antiochia per informare Germano delle richieste di Cosroe, quest'ultimo si avvicinò a Berea, che era stata saccheggiata. A giugno Cosroe raggiunse Antiochia, dove avanzò ai cittadini la proposta di non attaccare la città in cambio di dieci centenaria. Poiché la sua offerta fu respinta, il re sasanide ordinò alle sue truppe di combattere e, una volta sfondate le mura, esse saccheggiarono l'insediamento.
Constatata la situazione, Giustiniano si dimostrò disponibile a giungere a una pace; la controparte accettò e Cosroe stipulò un trattato in base al quale i persiani si sarebbero ritirati nei loro domini in cambio del pagamento di cinquanta centenaria, più cinque extra che sarebbero stati versati in più ogni anno. Una parte dell'intesa riguardava anche gli emissari romei, i quali sarebbero rimasti ostaggi di Cosroe come garanzia per l'accettazione dell'accordo a Costantinopoli. Tuttavia, prima di partire, Cosroe si recò al porto di Antiochia, Seleucia di Pieria, dove fece il bagno nel Mar Mediterraneo. In seguito dichiarò agli emissari che desiderava visitare la città di Apamea per curiosità personale, cosa che gli permisero con riluttanza, a condizione che sarebbe in seguito partito per i suoi domini. Lì partecipò a delle corse dei carri dove si unì alla Squadra Blu, che era sostenuta da Giustiniano; tuttavia, in quell'occasione vinsero i rivali, i Verdi. Cosroe estorse un tributo da Apamea e da altri insediamenti bizantini, spingendo a quel punto Giustiniano a rinnegare la tregua. L'imperatore intimò il suo fidato comandante Belisario di prepararsi a guidare le truppe contro i sasanidi.

##### Guerra lazica

Mappa della Lazica

Nella primavera del 541, Cosroe guidò il suo esercito a nord, in Lazica, su richiesta del re locale Gubazes II per scacciare i bizantini dal suo territorio. La fortezza di Petra fu in seguito catturata dalle forze di Cosroe e questi istituì un protettorato nella regione. In quel frangente, Belisario arrivò in Mesopotamia e iniziò ad assediare la città di Nisibi. Sebbene Belisario disponesse di molti più uomini rispetto alla guarnigione cittadina, questa poteva vantare robuste fortificazioni come difesa, circostanza che spinse il bizantino a devastare i pressi di Nisibi, prima di essere successivamente richiamato a ovest. Dopo le campagne di successo compiute in Armenia, Cosroe fu incoraggiato ancora una volta ad attaccare la Siria. Virando a sud verso Edessa, egli assediò la città, la cui importanza era ben superiore ad Antiochia, ma le sentinelle locali respinsero gli invasori. I persiani furono costretti a ritirarsi da Edessa, ma riuscirono a stringere una tregua dalla durata di un lustro con l'impero bizantino nel 545. Tre anni dopo la stipula della tregua, nel 548, a Lazica scoppiò una ribellione contro le autorità sasanidi. Approfittando del momento, un esercito bizantino raggiunse la Lazica per sostenere gli abitanti della regione, ponendo fine alla pace raggiunta e continuando così i conflitti nella zona.
Qualche tempo dopo, Cosroe, che desiderava strappare Dara al controllo bizantino e che l'avrebbe fatto anche se avesse rischiato di rompere la tregua stipulata con riguardo alla Mesopotamia, cercò di catturarla con l'inganno. A tal proposito, egli pensò di incaricare uno dei più alti funzionari, Izadgushasp, di viaggiare in veste di diplomatico a Costantinopoli, ma in realtà quest'ultimo avrebbe dovuto fare tappa a Dara e, con l'aiuto del suo numeroso seguito, avrebbe dovuto prendere la città. Tuttavia, la realizzazione di questo piano fu scongiurata da un vecchio consigliere di Belisario di nome Giorgio, il quale chiese a Izadgushasp che, in caso di ingresso nelle mura, avrebbe potuto portare con sé soltanto venti dei suoi uomini. Izadgushasp lasciò dunque la città e continuò il suo viaggio verso ovest, dove fu accolto amichevolmente da Giustiniano, il quale gli elargì dei doni.
Nel 549, il precedente armistizio firmato tra Giustiniano e Cosroe fu ignorato e le lotte tornarono a esplodere tra le due controparti. L'ultima grande battaglia decisiva della guerra lazica avvenne nel 556, quando il generale bizantino Martino sconfisse un grosso contingente sasanide agli ordini di un nakhvaegan (una sorta di feldmaresciallo). I negoziati aperti tra Costantinopoli e Ctesifonte nel 556 portarono al trattato di pace cinquantennale del 562, ai sensi del quale i persiani avrebbero ceduto Lazica in cambio di un pagamento annuale in oro. Secondo lo storico antico Menandro Protettore, un funzionario minore alla corte di Giustiniano, il patto si componeva di dodici punti.

#### Guerre in Oriente

Espansione sasanide a est

Una volta stretto un accordo di pace stabile con i bizantini a ovest, Cosroe poté concentrare la sua attenzione sugli Eftaliti a Oriente, ponendosi come obiettivo quello di porre fine al loro dominio sull'Asia centrale. Nonostante il miglioramento dell'efficienza militare persiana dovuta alle riforme di Cosroe, i sasanidi temevano ancora l'ipotesi di attaccare gli Eftaliti da soli, ripensando alle sconfitte riportate nei decenni precedenti, ragion per cui iniziarono a cercare degli alleati. Tale strategia passò per il coinvolgimento dei Turchi, responsabili di diverse incursioni in Asia centrale. I rapidi spostamenti dei popoli turchi in Asia centrale, costantemente alla ricerca di bottino, li rese nemici naturali degli Eftaliti.
Gli Eftaliti erano una forte potenza militare, ma erano privi dell'organizzazione necessaria a combattere su più fronti. I sasanidi e il Khaganato turco strinsero un'alleanza e, nel 557, lanciarono un attacco su due fronti contro il nemico comune, approfittando della loro disorganizzazione e disunione. L'impero eftalita cessò di esistere dopo la battaglia di Bukhara, frammentandosi in diversi regni minori intorno all'Oxus. Il re eftalita Ghadfar e i suoi fedelissimi sopravvissuti cercarono rifugio in territorio sasanide, dove ricevettero asilo. Nel frattempo, il khagan turco Sinjibu raggiunse un accordo con la nobiltà eftalita e nominò Faghanish, sovrano del Çağaniyan, quale nuovo re eftalita.

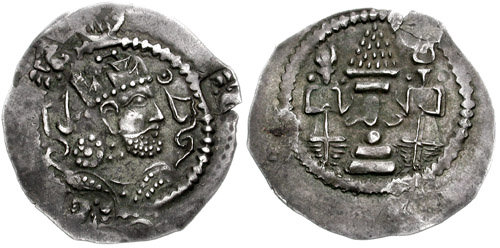
Imitazione successiva di una dracma di Cosroe I ritrovata nella valle Surkhan Darya, in Tokharistan. Si trattava di una regione perduta durante il regno di Peroz I e successivamente riconquistato da Cosroe I

Questo evento suscitò frustrazione in Cosroe, il quale considerava la situazione ai suoi confini orientali ancora instabile e, pertanto, marciò a eat raggiungendo il Gurgan. Quando raggiunse questa regione, fu accolto da un delegato turco di Sinjibu che gli consegnò dei doni sfarzosi. Lì Cosroe affermò la sua autorità e la sua supremazia militare, persuadendo i Turchi a portare avanti il rapporto di cooperazione precedentemente concordato. Il patto prevedeva un trattato che rendeva obbligatorio l'invio di Faghanish alla corte sasanide a Ctesifonte, in maniera tale che Cosroe avrebbe scelto se garantire o meno al nobile lo status di re eftalita. Faghanish e il suo regno di Chaghaniyan divennero così vassalli della corona sasanide, che collocò sul fiume Oxus la frontiera orientale dei suoi domini con quelli dei Turchi. Tuttavia, le relazioni amichevoli tra le due controparti si deteriorarono rapidamente in seguito. La contesa principale riguardava il controllo della Via della seta e degli scambi commerciali tra l'Occidente e l'Estremo Oriente. Nel 562, Cosroe sconfisse ancora una volta gli Eftaliti e arrestò poi la minaccia costituita dai Turchi.
Nel 568 una delegazione turca raggiunse Costantinopoli per proporre un'alleanza e un attacco su due fronti all'impero sasanide. Per fortuna dei persiani, da questa proposta non si giunse mai a un qualche risultato concreto. Successivamente, nel 569/570, Sinjibu attaccò e saccheggiò le terre di confine sasanide, ma presto fu firmato un trattato. Cosroe inviò quindi un nobiluomo della dinastia mehranide di nome Mihransitad, al fine di stimare la fattibilità di un matrimonio con la figlia del khagan turco, il cui nome è incerto. Dopo che la visita di Mihransitad in Asia centrale lasciò intendere sensazioni positive, Cosroe si convinse a Qaqim-khaqan. Secondo alcune fonti, Ormisda IV, il successore di Cosroe, era il figlio della principessa turca. Tuttavia, l'Encyclopædia Iranica afferma che «il matrimonio con la figlia del khaqan turco è cronologicamente impossibile» e sostiene che Ormisda nacque nel 540, trent'anni prima del matrimonio di Cosroe.

#### Campagna in Yemen contro l'Etiopia

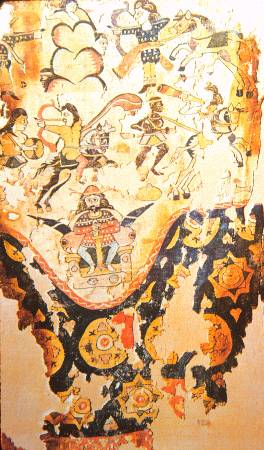
Modello di tessuto di tenda in lana egizia, o di pantaloni: copia di seta sasanide importata del VI secolo, a sua volta basata su un affresco di re Cosroe che combatte le forze etiopi in Yemen

Nel 522, prima del regno di Cosroe, un gruppo di miafisiti etiopi condusse un attacco agli Himyar situati nell'Arabia meridionale. Il capo arabo locale smorzò l'attacco e chiese assistenza ai sasanidi, mentre gli etiopi successivamente si rivolsero ai bizantini in cerca di sostegno. Gli etiopi inviarono un'altra forza attraverso il Mar Rosso, uccisero il capo arabo e incoronarono un re etiope della regione.
Nel 531, Giustiniano suggerì agli etiopi dello Yemen di stroncare gli scambi commerciali marittimi dei sasanidi con l'India. Gli etiopi non soddisfecero mai questa richiesta, poiché un generale etiope di nome Abraha prese il controllo del trono yemenita e istituì uno Stato indipendente. Dopo la morte di Abraha, uno dei suoi figli, Ma'd-Karib, andò in esilio mentre il suo fratellastro salì al trono. Dopo essere stato negato da Giustiniano, Ma'd-Karib domandò aiuto a Cosroe, che inviò una piccola flotta e un esercito sotto il comandante Vahrez per deporre il regnante dello Yemen. Dopo aver espugnato la capitale San'a, il figlio di Ma'd-Karib, Saif, salì sul trono.
Giustiniano fu in ultima analisi responsabile della presenza marittima sasanide e nello Yemen. Non avendo infatti fornito supporto agli arabi yemeniti, Cosroe poté aiutare senza problemi Ma'd-Karib e, successivamente, convertì lo Yemen in un principato dell'impero sasanide.

#### Guerra con l'impero bizantino (572-591)
Giustiniano morì nel 565 e gli succedette Giustino II al trono. Nel 555, il governatore sasanide dell'Armenia Chihor-Vishnasp (noto anche come Suren), parente di Cosroe, costruì un tempio del fuoco nella capitale armena Dvin e condannò a morte un membro popolare e influente della dinastia locale dei Mamiconi. Quest'esecuzione generò tremendi disordini civili e porto all'uccisione del governatore, scatenando una rivolta che favorì la cattura di Dvin nel 572. Giustino II approfittò dell'insurrezione e la sfruttò come pretesto per smettere di pagare i tributi annuali a Cosroe, ponendo di fatto fine al trattato di pace cinquantennale stipulato un decennio prima. Il sovrano sasanide, che cercò di scongiurare il rischio di un'altra guerra, inviò un diplomatico cristiano di nome Sebokht a Costantinopoli per cercare di convincere Giustino a cambiare idea. Quest'ultimo, tuttavia, rifiutò di ascoltare il diplomatico e si preparò ad aiutare gli armeni, che considerava suoi alleati, nella loro guerra contro Cosroe. In seguito, un esercito bizantino arrivò in territorio sasanide e assediò Nisibi nello stesso anno.
Nel frattempo, Cosroe inviò un esercito sotto Golon Mihran in Armenia, ma quest'ultimo fu sconfitto a Taron dal capo ribelle armeno Vardan III Mamicone, che catturò i suoi elefanti da guerra come bottino di guerra. Qualche tempo dopo, tuttavia, Golon Mihran riuscì a impossessarsi dell'Angl. Nello stesso periodo, il principe della dinastia dei Siunia chiese a Cosroe il permesso di trasferire la sua corte da Dvin alla capitale di Paytakaran, una regione dell'Armenia orientale. Inoltre, Vahan chiese la fusione di Paytakaran con la provincia dell'Adurbadagan. Il sasanide accettò e fece ciò che gli venne chiesto.
Nel 573, Cosroe inviò un esercito al comando di Adarmahan per invadere la Siria, mentre lui stesso insieme ai tre ufficiali militari mehranidi Izadgushasp, Fariburz e Bahram Chobin guidarono un esercito verso Dara, dove conquistarono la città dopo quattro mesi. Adarmahan, invece, saccheggiò diverse città in Siria, tra cui Apamea. Secondo quanto riferito dalle fonti, Giustino ebbe delle crisi di follia dopo queste disfatte e abdicò. Gli successe Tiberio, un ufficiale militare di alto rango nel 578. Cosroe invase ancora una volta l'Armenia sentendo il vento in poppa, e inizialmente la sua offensiva riuscì. Subito dopo, lo scenario cambiò e i romei riuscirono ad accattivarsi le simpatie della popolazione locale. Ciò spinse i sasanidi a considerare per un certo tempo l'ipotesi di un'altra tregua. Tuttavia, qualche tempo dopo, Cosroe, con un esercito composto da 12 000 guerrieri persiani e compresi 8 000 arabo-sabirici inviati dai suoi alleati, devastò i dintorni di Resaina e Constantia in Siria, ribaltando così ancora una volta la situazione. Nello stesso periodo uno dei principali generali di Cosroe, Tamkhosrau, riuscì a ingannare Maurizio fingendo di invadere Teodosiopoli, e poi saccheggiò le campagne di Martiropoli e Amida.
La situazione al fronte cambiò nuovamente quando il comandante supremo bizantino appena nominato, Maurizio, fu investito del compito di reculare quanto perduto; in tempi rapidi, nel 578 circa, egli riprese possesso di molti insediamenti sasanidi. Le schermaglie si fecero meno frequenti con il passare dei mesi e i negoziati di pace ripresero, malgrado si conclusero bruscamente nel 579, in occasione degli ultimi momenti di vita di Cosroe.

### Morte e successione

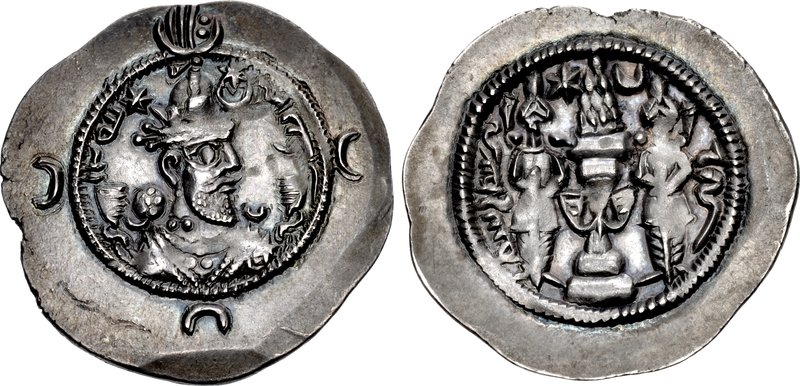
Dracma di Cosroe I coniato a Jundishapur nel 558

Nel febbraio del 597 Cosroe morì e gli successe suo figlio Ormisda IV. Sebbene le innovazioni introdotte avessero avuto molto successo e avessero contribuito a centralizzare l'impero, esse non durarono a lungo dopo il suo decesso. Infatti, i funzionari locali e le grandi famiglie nobili, irretiti dal fatto che le loro prerogative avevano subito delle innegabili limitazioni, entrarono presto in contrasto con il figlio di Cosroe e iniziarono a riprendere in tempi rapidi quel peso preponderante tipico dei decenni passati.

## Monetazione
La rinascita sasanide coincisa con il suo mandato spinse Cosroe a coniare delle iscrizioni sulle monete quali "Gli iranici sono diventati senza paura" (ērān abē-bēm kard) e "Gli iranici sono diventati forti" (ērān abzonhēnēd).

## Re filosofo

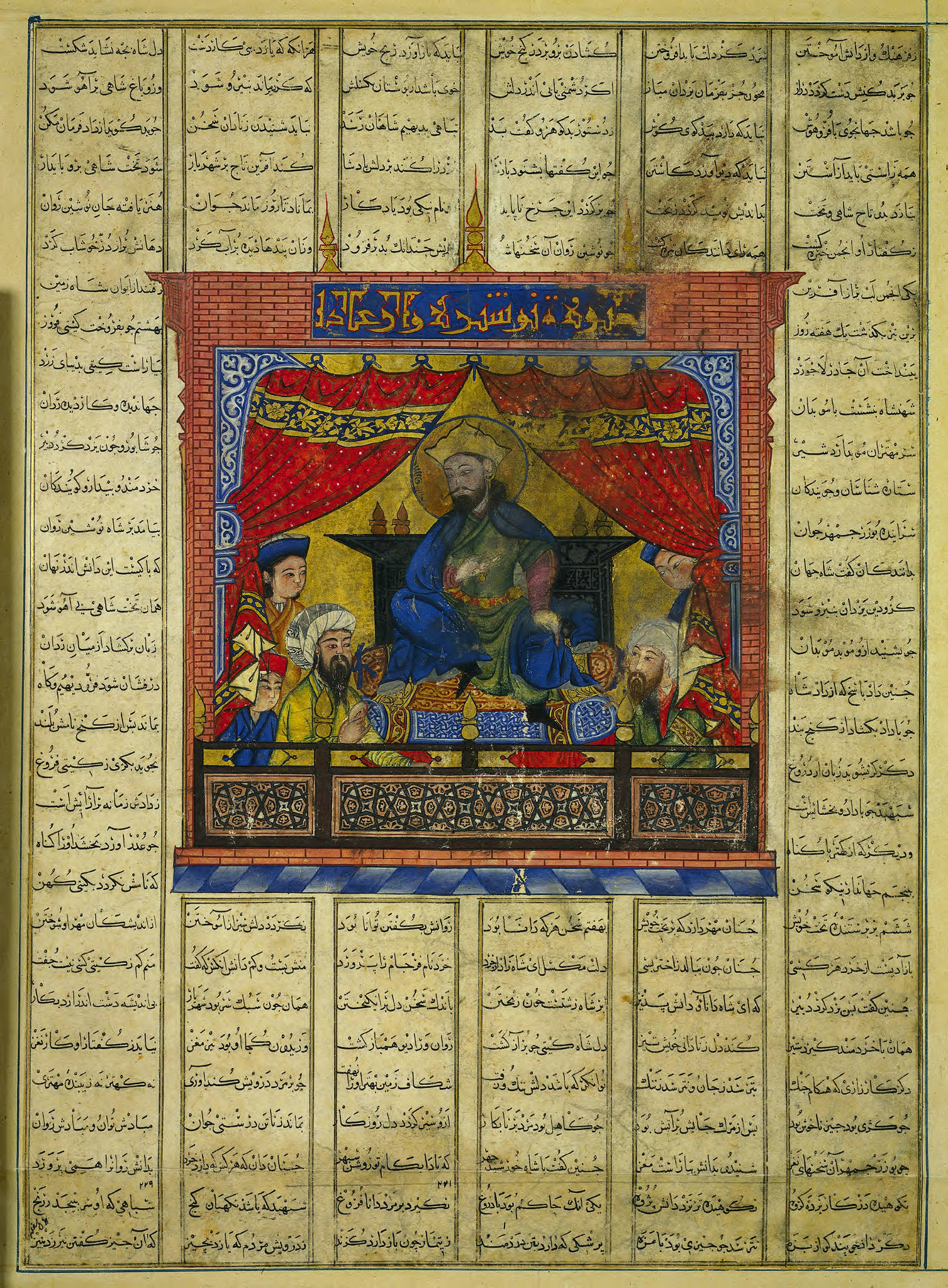
Cosroe I tiene un banchetto per Bozorgmehr, il suo visir

Cosroe I rappresentò l'impersonificazione del re filosofo nell'impero sasanide, venendo ammirato sia in Persia sia altrove per il suo carattere, le sue virtù e la sua conoscenza della filosofia greca. Noto come grande mecenate della filosofia e della conoscenza, un passaggio della Cronaca di Seert recita: 
Cosroe I è noto per aver pronunciato la seguente massima filosofica: 
Cosroe I accettò dei rifugiati provenienti da Costantinopoli quando Giustiniano chiuse le scuole neoplatoniche ad Atene nel 529. Si interessò molto alla filosofia, alla scienza, alla matematica e alla medicina indiane. Inoltre, inviò numerose ambasciate e doni alla corte indiana e chiese loro in cambio di rimandare indietro i filosofi a insegnare nella sua corte. Cosroe comandò la traduzione di molti testi dal greco, dal sanscrito e dal siriaco in medio persiano. Egli fu elogiato con il titolo di «re filosofo di Platone» dai profughi greci accettati nel suo impero a causa del suo grande interesse per la filosofia platonica.
La sintesi delle filosofie di insegnamento greche, persiane, indiane e armene che ebbe luogo in quel contesto nell'impero sasanide creò, per esempio, il bimaristan, il primo ospedale a introdurre il concetto di separazione dei reparti in base alla patologia. La farmacologia greca, fusa con le tradizioni persiane e indiane, generò progressi significativi nel mondo della medicina. Secondo lo storico Richard Frye, questo grande afflusso di conoscenze creò una rinascita durante e nel corso del regno di Cosroe.

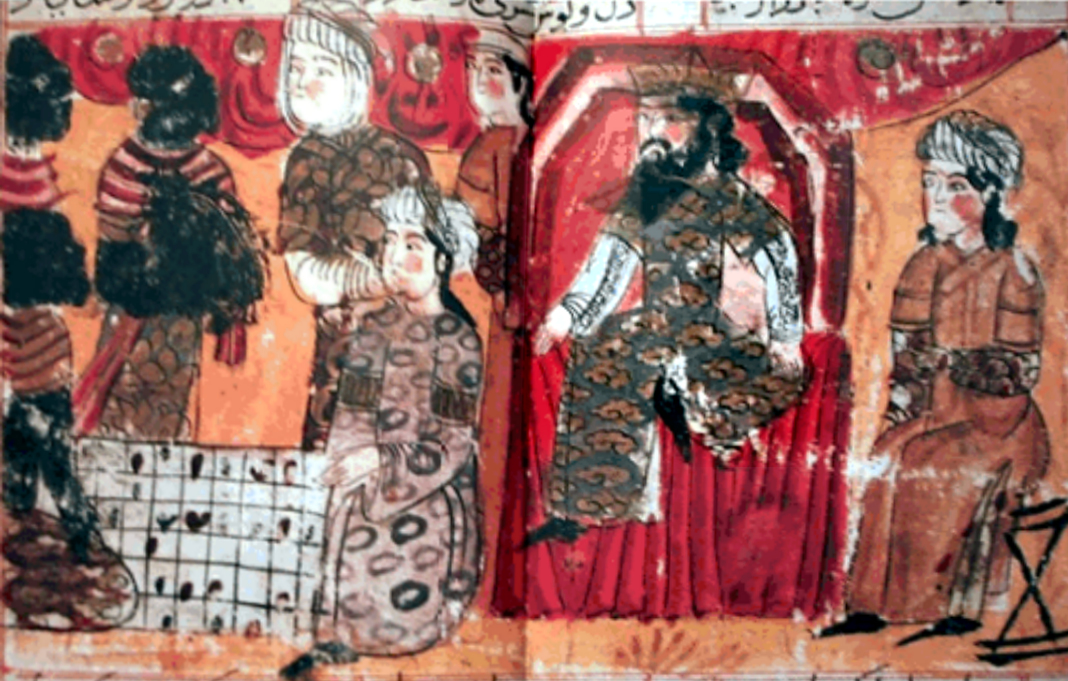
Re Cosroe siede davanti a una scacchiera, mentre il suo visir e l'inviato indiano di Kannauj giocano a scacchi. Shāh-Nāmeh, X secolo

La conoscenza di giochi di strategia come gli scacchi e il backgammon dimostra e conferma le buone relazioni diplomatiche intessute tra Cosroe e un «grande re dell'India». L'ambasciatore di questo re indiano giunse in territorio sasanide e introdusse gli scacchi proponendo una sfida stimolante e appassionante al re Cosroe. È possibile che il sovrano indiano che inviò il gioco a Cosroe fosse Śarvavarman di Kannauj, della dinastia dei Maukhari, attivo al potere dal 560 al 575. L'ambasciatore, che portava con sé dei doni e una scacchiera, sfidò il sovrano sasanide a scoprire il funzionamento del gioco degli scacchi; qualora non vi fosse riuscito, il delegato lo invitò non soltanto a pagare un tributo, ma a riconoscere altresì la superiorità intellettuale e culturale del regno indiano. Fu il gran visir di Cosroe a risolvere con successo l'enigma e a scoprire come giocare a scacchi, riuscendo persino a battere in tre partite l'ambasciatore indiano che era stato inviato. Per tutta risposta, il saggio visir propose il medesimo indovinello alla controparte indiana con riferimento al backgammon, da lui stesso inventato. Poiché il re indiano non riuscì a scoprire come si giocasse, egli fu costretto a rendere omaggio alla Persia.

### Accademia di Gondishapur

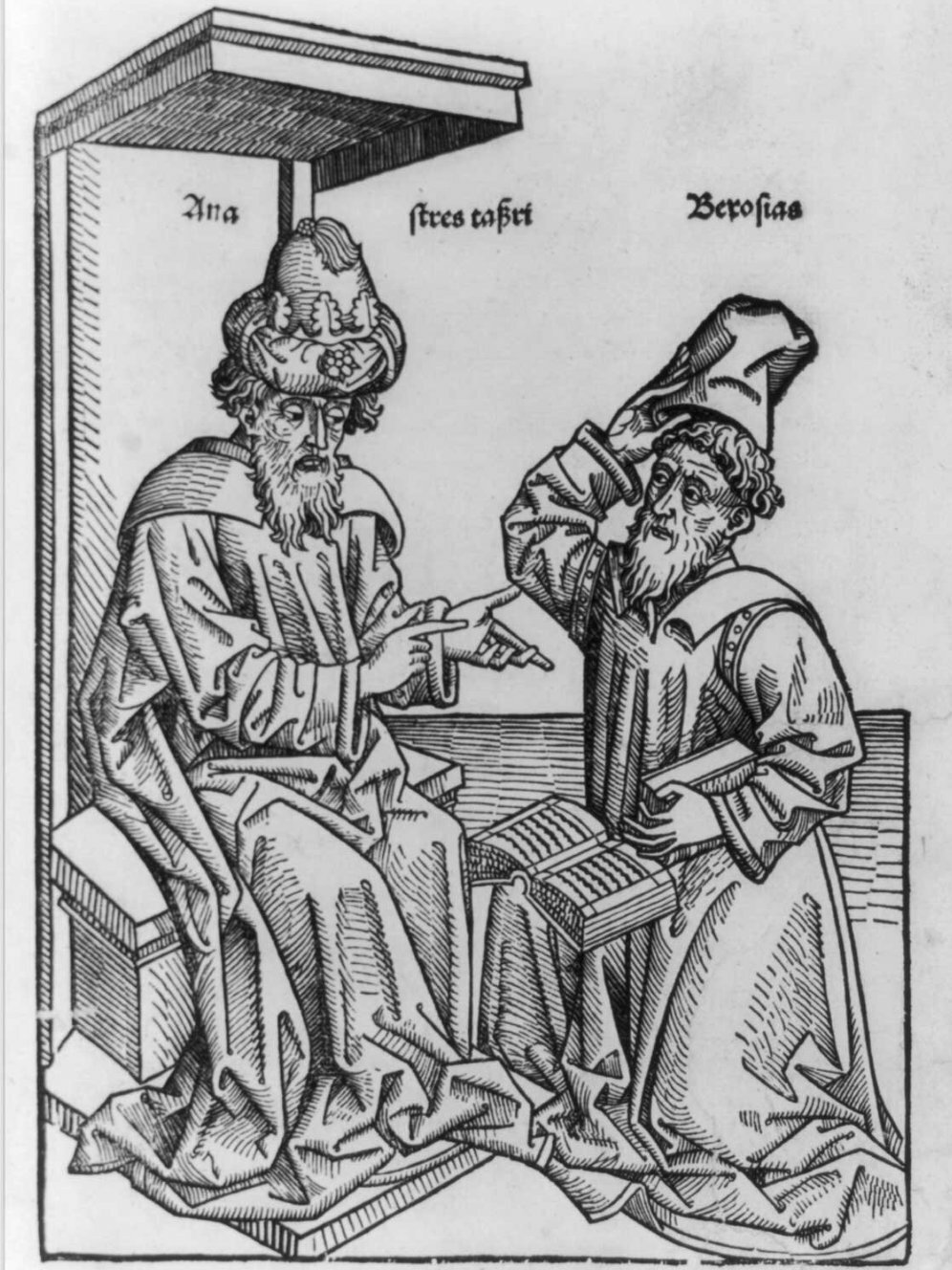
Un erudito indiano presenta a Cosroe I la traduzione del Pañcatantra

Uno dei principali provvedimenti emessi in campo culturale riguardò l'ampliamento dell'Accademia di Gundishapur, situata nel moderno Khūzestān. Secondo alcuni resoconti storici, questo famoso centro di apprendimento era stato costruito al fine di fornire un posto ai rifugiati greci in arrivo per studiare e condividere le loro conoscenze. Gundeshapur costituì il crogiolo in cui confluivano il sapere greco, indiano, persiano e siriaco, con il risultato che la cultura fiorì ulteriormente nella seconda metà del VI secolo.
Burzoe, un medico vissuto ai tempi di Cosroe, tradusse il Pañcatantra e il testo giunse poi attraverso gli arabi anche in Europa.

## Rilevanza storica
Il regno di Cosroe ebbe un grande impatto sulla cultura islamica sbocciata secoli dopo e sulla vita politica. Molte delle sue politiche e riforme furono introdotte nello Stato islamico per dare luogo alla trasformazione da una confederazione poco organizzata in un impero centralizzato. Theodor Nöldeke afferma che Cosroe I fu «sicuramente uno dei re più efficienti e più competenti che i Persiani avessero mai avuto».
Esiste un numero considerevole di opere islamiche ispirate al regno di Cosroe I, come nel caso del Kitāb al-Tāj (Libro del diadema) di al-Jāḥiẓ. Tuttavia, poiché esistono alcune visioni difformi fornite da questi testi islamici, le quali omettono o non accennano in maniera concorde gli stessi eventi, Frye ritiene sia difficile distinguere la realtà dalla mistificazione.
Durante il suo regno, furono incoraggiati a più riprese i commerci lungo la Via della seta tra l'antica Cina, l'India e il mondo occidentale. Richard Frye sostiene che le ragioni alla base delle guerre combattute da Cosroe contro l'Impero bizantino a ovest e gli Eftaliti a est fossero quelle di realizzare il dominio sasanide su questa rotta commerciale.

## Ascendenza
|  |  |  |  |  |  |  |  |  |  |  |  |  |  |        |        |        |        |        |        |  |  |        |        |        |        | Kavad I (r. 488-496; 498-531) |           |           |           |           |           |       |       |                         |                         |                         |                         |                         |                         |                       |                       |                       |                       |           |           |           |           |           |           |  |  |  |  |  |  |  |  |  |  |  |  |  |  |  |  |  |  |  |  |  |  |  |  |  |  |  |  |  |  |  |  |  |  |
|  |  |  |  |  |  |  |  |  |  |  |  |  |  |        |        |        |        |        |        |  |  |        |        |        |        |                               |           |           |           |           |           |       |       |                         |                         |                         |                         |                         |                         |                       |                       |                       |                       |           |           |           |           |           |           |  |  |  |  |  |  |  |  |  |  |  |  |  |  |  |  |  |  |  |  |  |  |  |  |  |  |  |  |  |  |  |  |  |  |
|  |  |  |  |  |  |  |  |  |  |  |  |  |  |        |        |        |        |        |        |  |  |        |        |        |        |                               |           |           |           |           |           |       |       |                         |                         |                         |                         |                         |                         |                       |                       |                       |                       |           |           |           |           |           |           |  |  |  |  |  |  |  |  |  |  |  |  |  |  |  |  |  |  |  |  |  |  |  |  |  |  |  |  |  |  |  |  |  |  |
|  |  |  |  |  |  |  |  |  |  |  |  |  |  | Caose  | Caose  | Caose  | Caose  | Caose  | Caose  |  |  | Zamasp | Zamasp | Zamasp | Zamasp | Zamasp                        | Zamasp    |           |           | Serse     | Serse     | Serse | Serse | Serse                   | Serse                   |                         |                         | Cosroe I (r. 531-579)   | Cosroe I (r. 531-579)   | Cosroe I (r. 531-579) | Cosroe I (r. 531-579) | Cosroe I (r. 531-579) | Cosroe I (r. 531-579) |           |           |           |           |           |           |  |  |  |  |  |  |  |  |  |  |  |  |  |  |  |  |  |  |  |  |  |  |  |  |  |  |  |  |  |  |  |  |  |  |
|  |  |  |  |  |  |  |  |  |  |  |  |  |  | Caose  | Caose  | Caose  | Caose  | Caose  | Caose  |  |  | Zamasp | Zamasp | Zamasp | Zamasp | Zamasp                        | Zamasp    |           |           | Serse     | Serse     | Serse | Serse | Serse                   | Serse                   |                         |                         | Cosroe I (r. 531-579)   | Cosroe I (r. 531-579)   | Cosroe I (r. 531-579) | Cosroe I (r. 531-579) | Cosroe I (r. 531-579) | Cosroe I (r. 531-579) |           |           |           |           |           |           |  |  |  |  |  |  |  |  |  |  |  |  |  |  |  |  |  |  |  |  |  |  |  |  |  |  |  |  |  |  |  |  |  |  |
|  |  |  |  |  |  |  |  |  |  |  |  |  |  | Sapore | Sapore | Sapore | Sapore | Sapore | Sapore |  |  | Kavad  | Kavad  | Kavad  | Kavad  | Kavad                         | Kavad     |           |           |           |           |       |       |                         |                         |                         |                         |                         |                         |                       |                       |                       |                       |           |           |           |           |           |           |  |  |  |  |  |  |  |  |  |  |  |  |  |  |  |  |  |  |  |  |  |  |  |  |  |  |  |  |  |  |  |  |  |  |
|  |  |  |  |  |  |  |  |  |  |  |  |  |  | Sapore | Sapore | Sapore | Sapore | Sapore | Sapore |  |  | Kavad  | Kavad  | Kavad  | Kavad  | Kavad                         | Kavad     |           |           |           |           |       |       |                         |                         |                         |                         |                         |                         |                       |                       |                       |                       |           |           |           |           |           |           |  |  |  |  |  |  |  |  |  |  |  |  |  |  |  |  |  |  |  |  |  |  |  |  |  |  |  |  |  |  |  |  |  |  |
|  |  |  |  |  |  |  |  |  |  |  |  |  |  |        |        |        |        |        |        |  |  |        |        |        |        |                               |           |           |           |           |           |       |       |                         |                         |                         |                         |                         |                         |                       |                       |                       |                       |           |           |           |           |           |           |  |  |  |  |  |  |  |  |  |  |  |  |  |  |  |  |  |  |  |  |  |  |  |  |  |  |  |  |  |  |  |  |  |  |
|  |  |  |  |  |  |  |  |  |  |  |  |  |  |        |        |        |        |        |        |  |  |        |        |        |        |                               |           |           |           |           |           |       |       |                         |                         |                         |                         |                         |                         |                       |                       |                       |                       |           |           |           |           |           |           |  |  |  |  |  |  |  |  |  |  |  |  |  |  |  |  |  |  |  |  |  |  |  |  |  |  |  |  |  |  |  |  |  |  |
|  |  |  |  |  |  |  |  |  |  |  |  |  |  |        |        |        |        |        |        |  |  |        |        |        |        |                               |           |           |           |           |           |       |       |                         |                         |                         |                         |                         |                         |                       |                       |                       |                       |           |           |           |           |           |           |  |  |  |  |  |  |  |  |  |  |  |  |  |  |  |  |  |  |  |  |  |  |  |  |  |  |  |  |  |  |  |  |  |  |
|  |  |  |  |  |  |  |  |  |  |  |  |  |  |        |        |        |        |        |        |  |  |        |        |        |        | Anoshazad                     | Anoshazad | Anoshazad | Anoshazad | Anoshazad | Anoshazad |       |       | Ormisda IV (r. 579-590) | Ormisda IV (r. 579-590) | Ormisda IV (r. 579-590) | Ormisda IV (r. 579-590) | Ormisda IV (r. 579-590) | Ormisda IV (r. 579-590) |                       |                       |                       |                       | Yazdandad | Yazdandad | Yazdandad | Yazdandad | Yazdandad | Yazdandad |  |  |  |  |  |  |  |  |  |  |  |  |  |  |  |  |  |  |  |  |  |  |  |  |  |  |  |  |  |  |  |  |  |  |

### Fonti primarie
- Procopio di Cesarea, Le guerre, a cura di Marcello Craveri, Giulio Einaudi, 1977, ISBN 978-08-12-20840-5.
- (EN) Ṭabarī, The History of al-Ṭabarī, a cura di Clifford E. Bosworth, collana SUNY Series in Near Eastern Studies, V: The Sāsānids, the Byzantines, the Lakhmids, and Yemen, Albany, State University of New York Press, 1999, ISBN 978-0-7914-4355-2.

### Fonti secondarie
- (EN) Michael Axworthy, A History of Iran: Empire of the Mind, New York, Basic Books, 2008, ISBN 978-0-465-00888-9.
- (EN) Christoph Baumer, History of Central Asia, The: 4-volume set, Bloomsbury Publishing, 2018, ISBN 978-18-38-60868-2.
- (EN) Mary Boyce, Zoroastrians: Their Religious Beliefs and Practices, Psychology Press, 2001, ISBN 978-04-15-23902-8.
- (EN) Jean Calmard, Kermanshah iv. History to 1953, in Encyclopaedia Iranica, XVI, Fasc. 3, 1988,  pp. 319-324.
- (EN) M.L. Chaumont, Albania, in Encyclopaedia Iranica, I, Fasc. 8,  pp. 806-810.
- (EN) M.L. Chaumont e K. Schippmann, Balāš, Sasanian king of kings, in Encyclopaedia Iranica, III, Fasc. 6, 1988,  pp. 574-580.
- (EN) Patricia Crone, Kavād's Heresy and Mazdak's Revolt, in Iran, vol. 29, 1991,  pp. 21-42, DOI:10.2307/4299846.
- (EN) Touraj Daryaee, Šāpur II, in Encyclopaedia Iranica, 2009.
- (EN) Touraj Daryaee, Sasanian Persia: The Rise and Fall of an Empire, I.B.Tauris, 2014, ISBN 978-08-57-71666-8.
- (EN) Touraj Daryaee e Khodadad Rezakhani, The Sasanian Empire, in Touraj Daryaee, King of the Seven Climes: A History of the Ancient Iranian World (3000 BCE - 651 CE), UCI Jordan Center for Persian Studies, 2017, ISBN 978-06-92-86440-1.
- (EN) Touraj Daryaee e Matthew Canepa, Mazdak, in Oliver Nicholson, The Oxford Dictionary of Late Antiquity, Oxford, Oxford University Press, 2018, ISBN 978-0-19-866277-8.
- (EN) Touraj Daryaee e Oliver Nicholson, Qobad I (MP Kawād), in Oliver Nicholson, The Oxford Dictionary of Late Antiquity, Oxford, Oxford University Press, 2018, ISBN 978-0-19-866277-8.
- (EN) Touraj Daryaee, Yazdegerd II, su Encyclopaedia Iranica, iranicaonline.org, 2000.
- (EN) Kaveh Farrokh, Shadows in the Desert, Osprey Publishing, 2007, ISBN 978-18-46-03108-3.
- (EN) Richard N. Frye, The reforms of Chosroes Anushirvan ('Of the Immortal soul'), su fordham.edu/. URL consultato il 15 settembre 2022.
- (EN) Richard N. Frye, The political history of Iran under the Sasanians, in Ehsan Yarshater, The Cambridge History of Iran, 3(1): The Seleucid, Parthian and Sasanian Periods, Cambridge, Cambridge University Press, 1983, ISBN 0-521-20092-X.
- (EN) Murtazali Gadjiev, Apzut Kawāt wall, su Encyclopaedia Iranica, iranicaonline.org, 2017a.
- (EN) Murtazali Gadjiev, Construction Activities of Kavād I in Caucasian Albania (XML), Brill, 2017b,  pp. 121-131, DOI:10.1163/1573384X-20170202.
- (EN) H. Gaube, Arrajān, in Encyclopaedia Iranica, II, Fasc. 5, 1986,  pp. 519-520.
- (EN) Geoffrey Greatrex e Samuel N.C. Lieu, Justinian's First Persian War and the Eternal Peace, in The Roman Eastern Frontier and the Persian Wars (Part II, 363–630 AD), New York e Londra, Routledge, 2002,  pp. 82-97, ISBN 0-415-14687-9.
- (EN) R. Hillenbrand, Ardestān, in Encyclopaedia Iranica, vol. II, Fasc. 4, 1986,  pp. 385-387.
- (EN) James Howard-Johnston, Military Infrastructure in the Roman Provinces North and South of the Armenian Taurus in Late Antiquity, in Alexander Sarantis e Neil Christie, War and Warfare in Late Antiquity: Current Perspectives, Brill, 2013, ISBN 978-90-04-25257-8.
- (EN) Erich Kettenhofen, Darband, in Encyclopædia Iranica, VII, 1994,  pp. 13-19.
- (EN) Mehrdad Kia, The Persian Empire: A Historical Encyclopedia, ABC-CLIO, 2016, ISBN 978-16-10-69391-2.
- (EN) John R. Martindale, The Prosopography of the Later Roman Empire, II, AD 395-527, Cambridge, Cambridge University Press, 1980, ISBN 0-521-20159-4.
- (EN) John R. Martindale, The Prosopography of the Later Roman Empire, III, AD 527-641, Cambridge, Cambridge University Press, 1992, ISBN 0-521-20160-8.
- (EN) Scott McDonough, The Legs of the Throne: Kings, Elites, and Subjects in Sasanian Iran, in Johann P. Arnason e Kurt A. Raaflaub, The Roman Empire in Context: Historical and Comparative Perspectives, John Wiley & Sons, Ltd, 2011,  pp. 290-321, DOI:10.1002/9781444390186.ch13, ISBN 978-14-44-39018-6.
- (EN) Scott McDonough, Military and Society in Sasanian Iran, in Brian Campbell e Lawrence A. Tritle, The Oxford Handbook of Warfare in the Classical World, Oxford University Press, 2013, ISBN 978-01-95-30465-7.
- (EN) Michael G. Morony, al-Nahrawān, in Clifford E. Bosworth, Eric van Donzel, Wolfhart P. Heinrichs e Charles Pellat, The Encyclopaedia of Islam, VII: Mif-Naz, ed. nuova, Leida, E.J. Brill, 1993,  pp. 912-913, ISBN 978-90-04-09419-2.
- (EN) Oliver Nicholson, Matthew Canepa e Touraj Daryaee, Khosrow I Anoshirvan, in Oliver Nicholson, The Oxford Dictionary of Late Antiquity, Oxford, Oxford University Press, 2018, ISBN 978-0-19-866277-8.
- (EN) Richard E. Payne, A State of Mixture: Christians, Zoroastrians, and Iranian Political Culture in Late Antiquity, Univ of California Press, 2015a, ISBN 978-05-20-29245-1.
- (EN) Richard Payne, The Reinvention of Iran: The Sasanian Empire and the Huns", in Michael Maas, The Cambridge Companion to the Age of Attila, Cambridge University Press, 2015b,  pp. 282-299, ISBN 978-1-107-63388-9.
- (EN) Daniel T. Potts, Sasanian Iran and its northeastern frontier, in Michael Mass e Nicola Di Cosmo, Empires and Exchanges in Eurasian Late Antiquity, Cambridge University Press, 2018, ISBN 978-13-16-14604-0.
- (EN) Parvaneh Pourshariati, Decline and Fall of the Sasanian Empire: The Sasanian-Parthian Confederacy and the Arab Conquest of Iran, I.B. Tauris, 2008, ISBN 978-1-84511-645-3.
- (EN) Parvaneh Pourshariati, Kārin, su Encyclopaedia Iranica, iranicaonline.org, 2017.
- (EN) Edwin G. Pulleyblank, Chinese-Iranian relations i. In Pre-Islamic Times, in Encyclopaedia Iranica, V, Fasc. 4, 1991,  pp. 424-431.
- (EN) Khodadad Rezakhani, ReOrienting the Sasanians: East Iran in Late Antiquity, Edinburgh University Press, 2017, ISBN 978-14-74-40030-5.
- (EN) Eberhard Sauer, Sasanian Persia: Between Rome and the Steppes of Eurasia, Londra e New York, Edinburgh University Press, 2017, ISBN 978-14-74-40102-9.
- (EN) Nikolaus Schindel, Kawād I i. Reign, in Encyclopaedia Iranica, XVI, Fasc. 2, 2013a,  pp. 136-141.
- (EN) Nikolaus Schindel, Kawād I ii. Coinage, in Encyclopaedia Iranica, XVI, Fasc. 2, 2013b,  pp. 141-143.
- (EN) Nikolaus Schindel, Sasanian Coinage, in Daniel T. Potts, The Oxford Handbook of Ancient Iran, Oxford University Press, 2013c, ISBN 978-01-99-73330-9.
- (EN) A. Shapur Shahbazi, Sasanian Dynasty, in Encyclopædia Iranica, 2005.
- (EN) Irfan Shahid, Byzantium and the Arabs in the Sixth Century, 1, Part 1: Political and Military History, Washington DC, Dumbarton Oaks Research Library and Collection, 1995, ISBN 978-0-88402-214-5.
- (EN) M. Rahim Shayegan, Sasanian political ideology, in Daniel T. Potts, The Oxford Handbook of Ancient Iran, Oxford University Press, 2017, ISBN 978-01-90-66866-2.
- (EN) Prods Oktor Skjærvø, Kayāniān vii. Kauui Haosrauuah, Kay Husrōy, Kay Ḵosrow, in Encyclopaedia Iranica, 2000.
- Giuseppe Staffa, I grandi imperatori, Newton Compton Editori, 2015, ISBN 978-88-54-18650-7.
- (EN) Ahmad Tafazzoli, Education ii. In the Parthian and Sasanian periods, in Encyclopaedia Iranica, vol. VIII, Fasc. 2, 1997,  pp. 179-180.
- Schriftsteller Verschiedene, I Regni Barbari e L'Impero Romano d'Oriente, SP, 2015.